# Vernamiège
Vernamiège foi uma comuna da Suíça, no Cantão Valais, com cerca de 153 habitantes. Estendia-se por uma área de 7,4 km², de densidade populacional de 21 hab/km². Confinava com as seguintes comunas: Mase, Nax, Sion, Vex. 
A língua oficial nesta comuna era o Francês.

## História
Em 1 de janeiro de 2011, passou a formar parte da comuna de Mont-Noble.